# Culex shebbearei
Culex shebbearei är en tvåvingeart som beskrevs av Philip James Barraud 1924. Culex shebbearei ingår i släktet Culex och familjen stickmyggor. Inga underarter finns listade i Catalogue of Life.